# Franck Kessié
Franck Yannick Kessié, né le 19 décembre 1996 à Ouragahio en Côte d'Ivoire, est un footballeur international ivoirien qui joue au poste de milieu de terrain à Al-Ahli FC.

## Biographie

### Jeunesse
Né le 19 décembre 1996 à Ouragahio, en Côte d'Ivoire, d'une famille modeste, Franck Kessié passe son enfance dans sa ville natale. Son intérêt pour le football le pousse très tôt à intégrer des sélections locales dont Zady FC. Pour plus d'opportunités, il vient à Abidjan et intègre le Stella Club d'Adjamé de Côte d'Ivoire.

### Carrière en club

#### Atalanta Bergame
Après des essais non concluant en France au FC Nantes et au Tours FC, en janvier 2015, l'Atlanta Bergame le recrute depuis le Stella Club d'Adjamé puis le prête dans la foulée à Cesena afin qu’il s’aguerrisse en Serie B. L'opération est réussie, il réalise une bonne saison dans l’entre-jeu, avec 37 rencontres disputées et 4 buts inscrits, et atteint les play-offs de montée en Serie A. De retour de son prêt, l'entraîneur de l'Atlanta, Gian Piero Gasperini, fait tout de suite confiance à son jeune joueur en le titularisant à un poste de milieu axial dans son 3-4-3.
Buteur dès la première journée de Serie A du 21 août 2016 avec un doublé contre la Lazio Rome, il récidive en trouvant à nouveau le chemin des filets une semaine plus tard sur la pelouse de la Sampdoria. Le 20 novembre 2016, il inscrit un penalty à la 90e minute qui permet à l'Atlanta de battre la Roma à domicile pour la première fois depuis la saison 2011/2012. Son début de saison en boulet de canon avec cinq buts et une passe décisive en à peine huit matchs font de lui l'une des révélations du championnat italien. À 20 ans à peine, il fait partie des cadres de cette équipe qui ont grandement contribué à l'obtention du meilleur classement en championnat de son histoire, une prestigieuse 4e place.

#### AC Milan
Sollicité par les plus grands clubs d'Europe, c'est finalement l'AC Milan qui réussit à séduire le jeune joueur, pour une somme avoisinant les trente millions d'Euros. Kessié s'engage avec les rossoneri sous la forme d'un prêt de deux ans avec une obligation d'achat. Grâce à son impact physique, son repli défensif et sa capacité de projection vers l'avant, il s'est tout de suite installé comme le titulaire indiscutable au poste de milieu relayeur droit. Il est même l'élément le plus utilisé de l'effectif après le gardien de but.
Le 20 août 2017, il inscrit son premier but avec l'AC Milan sur penalty, sur le terrain du FC Crotone (0-3).
Le 21 janvier 2018, il inscrit un doublé contre Cagliari (1-2) qui donne la victoire à l'AC Milan.
Le 18 mars 2018, il loupe un penalty dans le temps additionnel contre le Chievo Vérone (3-2), il s'agit de son premier penalty non transformé dans sa carrière après plusieurs tentatives.
Le 13 mai 2018, il marque un but sur le terrain de son ancien club, l'Atalanta (1-1).
Le 23 mai 2021, il inscrit un doublé sur penalty lors du dernier match de Serie A de la saison face à l'Atalanta. Cette prouesse permet à son équipe de remporter la victoire (2-0), de terminer dauphin du championnat pour la première fois depuis neuf ans et de se qualifier en Ligue des Champions pour la première fois depuis sept ans.
Le 22 mai 2022, il inscrit un but sur le terrain de Sassuolo (0-3) lors de la dernière journée de Serie A qui assure le titre de champion d'Italie à l'AC Milan. Il fut un élément important dans le renouveau milanais. 
En Championnat, le natif de Ouragahio connaît sa meilleure campagne avec neuf buts et trois passes décisives en 27 apparitions. Le meneur de jeu des Eléphants est sous contrat jusqu'en juin 2022, et sa prolongation est un dossier prioritaire pour la direction de l'AC Milan, comme l'a révélé Paolo Maldini, directeur technique du club depuis juin 2019.
Le milieu de terrain des Rossonerri a disputé 36 matchs de championnat cette saison et a grandement œuvré à la victoire du Milan AC qui a décroché son premier Scudetto depuis 2011. Kessié sera libre à la fin du mois de juin et, un temps pisté par le Paris Saint-Germain (PSG), il aurait d'ores et déjà un accord avec le FC Barcelone qui doit assainir ses finances avant d'enregistrer officiellement son arrivée.

#### FC Barcelone
Le 4 juillet 2022, libre de tout contrat, Franck Kessié s'engage en faveur du FC Barcelone en paraphant un contrat de quatre ans,.
Le 7 septembre 2022, il inscrit son premier but pour le FC Barcelone, à l'occasion d'une rencontre de Ligue des champions face au FC Viktoria Plzeň. Titularisé, il ouvre le score et son équipe s'impose par cinq buts à un, ce jour-là.
Dans le temps additionnel, Franck Kessié fait exulter le Camp Nou en offrant la victoire et sûrement le titre de champion au FC Barcelone le 19 avril 2024 sur un score final de 2-1.

#### Al-Ahli FC
Le 9 août 2023, Franck Kessié rejoint le championnat saoudien en s'engageant en faveur du Al-Ahli FC,. Le montant du transfert est estimé à 12,5 millions d'euros,.
Le 24 août 2023, Kessié inscrit son premier but pour Al-Ahli, lors d'une rencontre de championnat face au Al-Okhdoud Club. Titulaire, il donne la victoire à son équipe en étant le seul buteur du match.

### Carrière en sélection

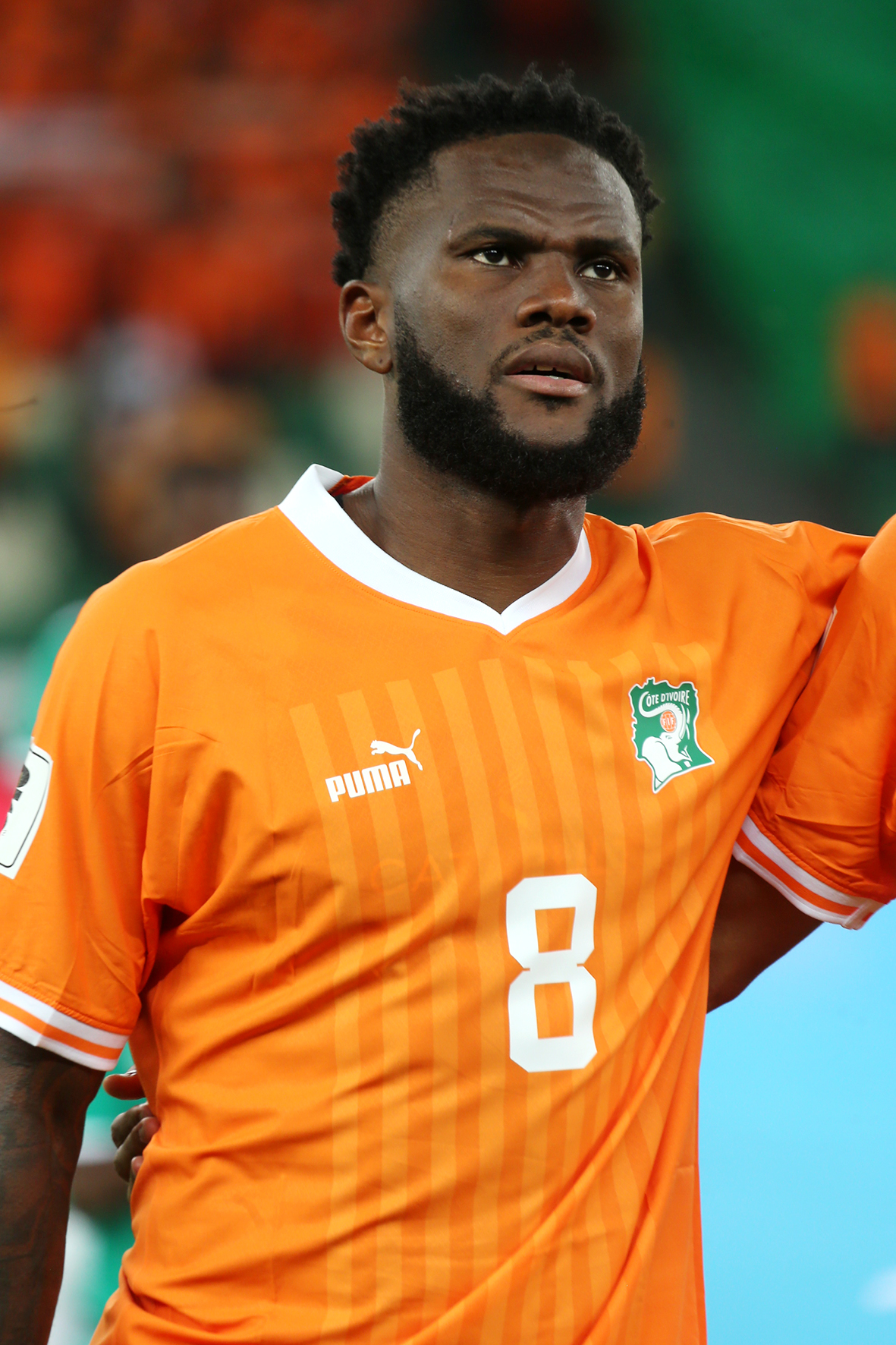
Franck Yannick Kessié

Franck Kessié participe à la Coupe du monde des moins de 17 ans 2013 avec la sélection ivoirienne, où il atteint le stade des quarts de finale. Il est le capitaine de l'équipe ivoirienne qui remporte la CAN des moins de 17 ans en 2013 à Marrakech, au Maroc, face au Nigeria aux tirs au but.
Franck Kessié honore sa première sélection avec l'équipe nationale de Côte d'Ivoire face à la Sierra Leone le 6 septembre 2014. Il est titularisé au poste de défenseur central lors de cette rencontre remportée par son équipe sur le score de deux buts à un.
Kessié participe à sa première compétition internationale lors de la Coupe d'Afrique des nations 2017 au Gabon où les Eléphants sortent dès le premier tour.
Il est de nouveau convoqué à la Coupe d'Afrique des nations 2019 en Égypte où la Côte d'Ivoire se voit éliminée en quarts-de-finales par l'Algérie aux tirs-au-but. Durant la compétition, Franck Kessié réalise un triplé de passes décisives contre la Namibie (1-4).
Deux ans plus tard, il est retenu par le sélectionneur Patrice Beaumelle pour participer à la coupe d'Afrique des nations 2021. Les Ivoiriens seront éliminés en huitièmes-de-finales par l'Égypte aux tirs-au-but encore une fois.
Le 28 décembre 2023, il est retenu dans la liste des vingt-sept joueurs ivoiriens sélectionnés par Jean-Louis Gasset pour disputer la Coupe d'Afrique des nations 2023
Avec l'équipe de la Côte d'Ivoire, il commence la CAN 2023 étant titulaire à domicile avec une victoire 2-0 contre la Guinée-Bissau avec des buts de Seko Fofana (4e) et Jean-Philippe Krasso (58e). Toutefois, après une phase de groupe compliquée pour les Éléphants de Côte d'Ivoire où il affiche un niveau de jeu relativement faible eu égard aux énormes espoirs placés en lui, Franck Kessié est constamment critiqué par les observateurs et sort logiquement du 11 titulaire lors du 1/8 de finale face au Sénégal. Entré en cours de match juste après l'heure de jeu face aux Lions de la Teranga, le milieu de terrain ivoirien va sortir une superbe performance en influençant grandement le jeu de son équipe. À la 84e minute de jeu, alors que la Côte d'Ivoire était menée 1-0, Franck Kessié remet les deux équipes à égalité sur un pénalty obtenu par Nicolas Pépé. Lors de la fatidique épreuve des tirs au but, c'est encore lui qui offre la qualification aux Éléphants en battant Édouard Mendy une deuxième fois dans cet exercice. On venait d'assister à la " résurrection " de Franck Kessié qui va retrouver sa place de titulaire à partir des quarts de finale en sortant des performances incroyables respectivement face au Mali et à la République Démocratique du Congo en quarts et demi-finale de la compétition pour hisser son pays en finale.
Le 11 février 2024, jour de la finale, la Côte d'Ivoire remporte la Coupe d'Afrique des nations 2023 face au Nigeria en s'imposant 2-1 notamment grâce à un but de Franck Kessié à la 62e minute et de Sébastien Haller à la 81e minute.  Il est, à juste titre, nommé dans l'équipe type de cette CAN.

## Statistiques
| Saison                | Club                  | Championnat           | Championnat | Championnat | Championnat | Coupe(s) nationale(s) | Coupe(s) nationale(s) | Coupe(s) nationale(s) | Supercoupe | Supercoupe | Supercoupe | Compétition(s) continentale(s) | Compétition(s) continentale(s) | Compétition(s) continentale(s) | Compétition(s) continentale(s) | Barrages | Barrages | Barrages | Total | Total | Total |
| Saison                | Club                  | Division              | M.          | B.          | P.d.        | M.                    | B.                    | P.d.                  | M.         | B.         | P.d.       | Comp.                          | M.                             | B.                             | P.d.                           | M.       | B.       | P.d.     | M.    | B.    | P.d.  |
| 2016-2017             | Atalanta Bergame      | Serie A               | 30          | 6           | 3           | 1                     | 1                     | 0                     | -          | -          | -          | -                              | -                              | -                              | -                              | -        | -        | -        | 31    | 7     | 3     |
| 2015-2016             | AC Cesena (prêt)      | Serie B               | 36          | 4           | 2           | -                     | -                     | -                     | -          | -          | -          | -                              | -                              | -                              | -                              | 1        | 0        | 0        | 37    | 4     | 2     |
| 2017-2018             | AC Milan              | Serie A               | 37          | 5           | 3           | 5                     | 0                     | 0                     | -          | -          | -          | C3                             | 12                             | 0                              | 2                              | -        | -        | -        | 54    | 5     | 5     |
| 2018-2019             | AC Milan              | Serie A               | 34          | 7           | 2           | 4                     | 0                     | 0                     | 1          | 0          | 0          | C3                             | 3                              | 0                              | 0                              | -        | -        | -        | 42    | 7     | 2     |
| 2019-2020             | AC Milan              | Serie A               | 35          | 4           | 1           | 3                     | 0                     | 1                     | -          | -          | -          | -                              | -                              | -                              | -                              | -        | -        | -        | 38    | 4     | 2     |
| 2020-2021             | AC Milan              | Serie A               | 37          | 13          | 4           | 2                     | 0                     | 0                     | -          | -          | -          | C3                             | 11                             | 1                              | 0                              | -        | -        | -        | 50    | 14    | 4     |
| 2021-2022             | AC Milan              | Serie A               | 31          | 6           | 0           | 3                     | 1                     | 0                     | -          | -          | -          | C1                             | 5                              | 0                              | 1                              | -        | -        | -        | 39    | 7     | 1     |
| Sous-total            | Sous-total            | Sous-total            | 174         | 35          | 10          | 17                    | 1                     | 1                     | 1          | 0          | 0          | -                              | 31                             | 1                              | 3                              | -        | -        | -        | 223   | 37    | 14    |
| 2022-2023             | FC Barcelone          | Liga                  | 28          | 1           | 1           | 5                     | 1                     | 2                     | 2          | 0          | 0          | C1+C3                          | 6+2                            | 1+0                            | 0                              | -        | -        | -        | 43    | 3     | 3     |
| 2023-2024             | Al-Ahli FC            | Saudi Pro League      | 31          | 10          | 4           | 2                     | 0                     | 0                     | -          | -          | -          | -                              | -                              | -                              | -                              | -        | -        | -        | 33    | 10    | 4     |
| 2024-2025             | Al-Ahli FC            | Saudi Pro League      | 30          | 2           | 5           | 1                     | 0                     | 0                     | 1          | 0          | 0          | ACL                            | 12                             | 2                              | 0                              | -        | -        | -        | 44    | 4     | 5     |
| Sous-total            | Sous-total            | Sous-total            | 61          | 12          | 9           | 3                     | 0                     | 0                     | 1          | 0          | 0          | -                              | 12                             | 2                              | 0                              | -        | -        | -        | 77    | 14    | 9     |
| Total sur la carrière | Total sur la carrière | Total sur la carrière | 329         | 58          | 25          | 26                    | 3                     | 3                     | 3          | 0          | 0          | -                              | 51                             | 4                              | 3                              | 1        | 0        | 0        | 410   | 65    | 31    |

## Palmarès

### En club
| AC Milan (1) : | FC Barcelone (2) :                                                                              | Al-Ahli FC (1)                                          |
| --- | ----------------------------------------------------------------------------------------------- | ------------------------------------------------------- |
| - Champion d'Italie (1) : - Champion : 2022 - Vice-champion : 2021 - Coupe d'Italie : - Finaliste : 2018 - Supercoupe d'Italie : - Finaliste : 2018 et 2022 | - Championnat d'Espagne (1) : - Champion : 2023 - Supercoupe d'Espagne (1) : - Vainqueur : 2023 | - Ligue des champions de l’AFC (1) : - Vainqueur : 2025 |

### En sélection nationale
| Équipe de Côte d'Ivoire -17 ans (1) :                | Équipe de Côte d'Ivoire (1) :                    |
| ---------------------------------------------------- | ------------------------------------------------ |
| - Coupe d'Afrique des nations U17 - Vainqueur : 2013 | - Coupe d'Afrique des nations - Vainqueur : 2023 |